# Chen Chao-jung
Chen Chao-jung (陳昭榮T, 陈昭荣S, Chén ZhāoróngP; Yuli, 1º novembre 1968) è un attore taiwanese.

## Biografia
Noto anche con gli pseudonimi Jeff Chen e Aaron Chen, si è imposto nella prima metà degli anni novanta con dei ruoli giovanili nei film di alcuni dei principali autori del cinema taiwanese come Ang Lee e Tsai Ming-liang, tra cui quello del motociclista ribelle protagonista di Qīngshàonián Nézhā, del fidanzato depresso in Mangiare bere uomo donna, candidato all'Oscar al miglior film straniero, e di uno dei tre solitari partecipanti al triangolo amoroso al centro di Vive l'amour, vincitore del Leone d'oro alla Mostra del cinema di Venezia. Per quest'ultima sua interpretazione Chen è stato candidato ai Golden Horse Awards come miglior attore non protagonista nel 1994.

## Filmografia parziale
- L'anno del dragone (Year of the Dragon), regia di Michael Cimino (1985)
- Qīngshàonián Nézhā, regia di Tsai Ming-liang (1992)
- Mangiare bere uomo donna (Yǐnshínánnǚ), regia di Ang Lee (1994)
- Vive l'amour (Àiqíng wànsuì), regia di Tsai Ming-liang (1994)
- Il fiume (Héliú), regia di Tsai Ming-liang (1997)
- Zhǐhūn qǐshì, regia di Chen Kuo-fu (1997)
- Měilì zài chànggē, regia di Lin Cheng-sheng (1997)
- Che ora è laggiù? (Nǐ nà biān jǐ diǎn), regia di Tsai Ming-liang (2001)
- Bú sàn, regia di Tsai Ming-liang (2003)
- Dàng kòu, regia di Yu Lik-wai (2008)
- Visage, regia di Tsai Ming-liang (2009)
- 20th Century Boys 3: Redemption (20 seiki shōnen: saishū-sho - Boku-ra no hata), regia di Yukihiko Tsutsumi (2009)

## Doppiatori italiani
Nelle versioni in italiano dei suoi film, Chen Chao-jung è stato doppiato da:
- Alessio Cigliano in Mangiare bere uomo donna